# Abell 2261
Abell 2261 est un amas de galaxies situé dans la constellation d'Hercule. Sa vitesse par rapport au fond diffus cosmologique est de 67 475 ± 1 499 km/s, ce qui correspond à une distance de Hubble de 995,2 ± 73,1 Mpc (∼3,25 milliards d'al).
À ce jour, neuf mesures non basées sur le décalage vers le rouge (redshift) donnent une distance de 902,000 ± 141,359 Mpc (∼2,94 milliards d'al).

## Galaxie dominante
La galaxie dominante d'Abell 2261 est PGC 1981854, une galaxie elliptique, la plus brillante de l'amas (BCG). Sa vitesse par rapport au fond diffus cosmologique est de 66 894 ± 13 km/s, ce qui correspond à une distance de Hubble de 995,21 ± 69,07 Mpc (∼3,25 milliards d'al). 
Au sujet de son envergure, la base de données NASA/IPAC indique un diamètre d'environ 34,74 kpc (∼113 000 al), là où une publication de 2012 indique un diamètre supérieur à 10 fois celui de notre galaxie, la Voie lactée, soit une envergure d'environ 1 millions d'années-lumière. Celle-ci indique également un noyau galactique d'une envergure exceptionnelle d'environ 10 000 années-lumière.
PGC 1981854 produit un effet de lentille gravitationnelle assez faible sur des galaxies lointaines, situées en arrière-plan. Un faible et fin arc lumineux peut être notamment observé à gauche de la galaxie (sur l'image du télescope spatial Hubble).

### Trou noir mystérieux
Selon une étude publiée en 2016, PGC 1981854 pourrait abriter un trou noir supermassif (que l'on pensait au départ binaire) responsable de l'arrangement particulier de son disque stellaire et éjecté du centre de sa galaxie, errant par conséquent quelque part au sein de cette dernière. Sa masse est estimée à 1010 M☉, mais des observations par le télescope spatial Chandra dans le domaine des rayons X n'ont cependant pu le mettre en évidence, remettant ainsi en question son existence.
Différentes observations ont néanmoins permis de conclure que PGC 1981854 était autrefois une galaxie active dont l'activité s'est éteinte il y a près de 48 millions d'années.